# Max Oehler
Max Oehler (* 29. Dezember 1875 in Blessenbach im Taunus; † 7. März 1946 in Weimar) war ein deutscher Offizier und Archivar. Der Vetter Friedrich Nietzsches übernahm nach dem Tod von dessen Schwester Elisabeth Förster-Nietzsche 1935 die Leitung des Nietzsche-Archivs in Weimar.

## Familie
Max Oehler war das zweite von sechs Kindern – darunter auch Richard Oehler – des evangelischen Pfarrers Oskar Ulrich Oehler (1838–1901) und dessen Frau Auguste, geborene Forst (1847–1920). Oskar Ulrich Oehler war ein Bruder von Franziska Nietzsche, der Ehefrau Carl Ludwig Nietzsches und Mutter Friedrich und Elisabeth Nietzsches.

## Leben

### Bis 1919: Karriere im Militär
Oehler besuchte von 1889 bis 1895 das Internat der angesehenen Landesschule Pforta und entschloss sich nach dem Abitur die Offizierslaufbahn einzuschlagen, obwohl er durchaus auch eine Neigung zu Literatur und Musik hatte. Seit 1899 wechselte er Briefe mit Elisabeth Förster-Nietzsche und äußerte immer wieder den Gedanken, in naher oder ferner Zukunft beim Nietzsche-Archiv zu arbeiten, vorrangig verfolgte er aber seine militärische Karriere. Er war für längere Zeit als Mitglied des Deutschordens-Infanterie-Regiment Nr. 152 (41. Division) in Deutsch-Eylau stationiert. Oehler verehrte die Werte des preußischen Militärs, an Nietzsche schätzte er besonders kriegerische und militaristische Äußerungen. 1906 hatte Oehler aus einer Affäre ein uneheliches Kind, das bei der Mutter blieb.
1908 wurde er auf eigenen Wunsch vom 1. April bis zum 31. Dezember 1908 beurlaubt, um zum ersten Mal im Archiv arbeiten zu können. Im Sommer reiste er als Bote Förster-Nietzsches nach Stockholm zu dem Bankier und Mäzen Ernest Thiel, durch dessen Unterstützung bald darauf die Stiftung Nietzsche-Archiv gegründet werden konnte. Damals zeugte er mit Thiels Frau Signe ein Kind, möglicherweise mit Wissen Ernest Thiels, der den Sohn als seinen anerkannte. Gegen Ende seiner Beurlaubung wurde Oehler Mitglied im Vorstand der neu gegründeten Stiftung Nietzsche-Archiv, dem er bis 1945 angehören sollte.
Ebenfalls 1908 veröffentlichte er, inzwischen im Rang eines Oberleutnants, ein Buch zur Geschichte des deutschen Ritter-Ordens. 1909 wurde sein Gesuch zur Freistellung beim Militär zwecks weiterer Arbeit am Nietzsche-Archiv abgelehnt. 1910 ließ er seinem ersten Buch aus demselben Themenkreis Der Krieg zwischen dem deutschen Orden und Polen-Litauen 1409–1411 folgen, 1912 erschien auch ein zweiter Band der Geschichte des deutschen Ritter-Ordens. Im Heer bestand inzwischen für ihn die Aussicht, Brigade-Adjutant zu werden.
Am 6. März 1911 heiratete er die damals 18-jährige Annemarie Lemelson (* 1893). Das Ehepaar hatte mehrere Kinder, darunter Ursula Sigismund. 1912 war er Hauptmann und Kompaniechef in Marienburg.
Im Ersten Weltkrieg nahm er an der Schlacht bei Tannenberg teil. Aufgrund starker Schmerzen im Ischias, die ihn sein ganzes Leben begleiteten und weitere Kampfeinsätze unmöglich machten, kam er bald ins Festungslazarett Marienburg, wo er Festungskommandant und Nachrichtenoffizier wurde. Im Mai 1915 wurde er als Eisenbahnoffizier nach Berlin kommandiert. Auch im Krieg konnte er mehrmals das Nietzsche-Archiv besuchen und schmiedete mit Elisabeth Förster-Nietzsche Zukunftspläne, wonach er, sein Bruder, der Bibliothekar Dr. Richard Oehler oder beide im Archiv arbeiten sollten. 1917 kam er als Generalstabs-Offizier in die Eisenbahnabteilung des Kriegsministeriums. Bis kurz vor Ende des Kriegs glaubte er fest an einen deutschen Sieg. Auch über die Niederlage des Deutschen Reichs und die Novemberrevolution hinaus blieb er zunächst im Ministerium und versuchte mit anderen Offizieren, die Macht von den von ihm verachteten Soldatenräten zurückzugewinnen.

### Nach 1919: Im Nietzsche-Archiv
1919 war er mit Förster-Nietzsche einig geworden und schied im Rang eines Majors aus dem Militär aus, um ab dem 1. April beim Archiv zu arbeiten. Er wohnte mit seiner Familie zunächst in Bad Berka, dann in Weimar.
Max, sein Bruder Richard und ihr Vetter Adalbert Oehler bildeten mit der gemeinsamen Cousine Förster-Nietzsche den faktischen Führungskreis des Nietzsche-Archivs. Sie alle einte nicht nur die Verehrung für Nietzsche, wie sie ihn sahen, sondern auch die Ablehnung der Weimarer Republik. Gegen seine deutlich ältere und kinderlose Cousine war er unbedingt gefolgsam; seine Familie wurde in gewisser Weise auch ihre.
1922 trat er wieder publizistisch in Erscheinung, indem er zu Förster-Nietzsches 75. Geburtstag die Festschrift Den Manen Friedrich Nietzsches herausgab, die Aufsätze vieler bedeutender Verehrer Nietzsches und dessen Schwester versammelte. Als Archivar erledigte er unterdessen den Großteil der praktischen Arbeit im Archiv. Offenbar hatte aber nicht einmal er Zugang zu jenen Dokumenten, die, wie sich später herausstellte, Förster-Nietzsche zu Fälschungen benutzte.
Wie auch Förster-Nietzsche bewunderte er den italienischen Faschistenführer Mussolini und knüpfte die Verbindungen des Archivs zum Faschismus. 1925 veröffentlichte er Mussolini und Nietzsche. Ein Beitrag zur Ethik des Faschismus. In den 1920ern war er mit seiner Frau Mitglied der „Schule der Weisheit“ von Hermann Graf Keyserling.
Am 1. Dezember 1931 trat er der NSDAP bei, zusammen mit dem Jenaer Rechtsphilosoph Carl August Emge, der den „Wissenschaftlichen Ausschuss“ des Archivs leitete.
Nach Förster-Nietzsches Tod 1935 wurde Max Oehler Leiter des Archivs. Er setzte die Anbindung an den nationalsozialistischen Staat fort und ging darin noch weiter als jene. Im Archiv veranstaltete er Führungen für Schulklassen, Studenten, Soldaten und Besucher aus In- und Ausland. Was er selbst von den im Archiv bekannt gewordenen Fälschungen Förster-Nietzsches hielt, ist nicht bekannt. Jedenfalls verbreitete er in Vorträgen und Artikeln über Nietzsche ein der nationalsozialistischen Ideologie genehmes Nietzsche-Bild; erfolgreich war eine Veröffentlichung von 1937, in der er die von Nietzsche und auch dessen Schwester verfochtene These widerlegte, die Nietzsches stammten von Polen ab – was wohl korrekt war, aber auch der nationalsozialistischen Nietzsche-Vereinnahmung sehr entgegenkam.
Nach dem Einmarsch US-amerikanischer Truppen in Weimar 1945 versuchte Oehler das Archiv „gegen den Vorwurf der Reaktion“ zu verteidigen. In einer siebenseitigen Denkschrift „Kurzer Abriss der Geschichte und der Tätigkeit des Nietzsche-Archivs“ stellte er das Archiv als unabhängige Einrichtung im Dienste freier Forschung dar. Ähnlich formulierte er in einem Brief vom Oktober 1945: Wer das Archiv kenne, der würde
wissen, dass das Nietzsche-Archiv niemals reaktionären oder irgendwelchen anderen politischen Tendenzen gehuldigt oder gar sie öffentlich vertreten und propagiert, sondern sich ganz ausschließlich seinen begrenzten wissenschaftlichen Aufgaben gewidmet hat.
Sowohl unter US-amerikanischer als auch unter sowjetischer Besatzung erreichte er zunächst, dass das Archiv nicht als Unterkunft für Soldaten benutzt wurde. Die sowjetische Militäradministration sperrte aber bald die Konten des Archivs, das daraufhin alle Arbeit einstellen musste.

### Tod
Im Dezember 1945 soll Oehler von einer russischen Dolmetscherin zu einem Verhör abgeholt worden sein. Der inzwischen 70-Jährige blieb danach verschwunden. Angeblich soll er zur Zwangsarbeit in Sibirien verurteilt worden sein, in einen Keller unweit des Archivs gesperrt und im März 1946 an den Haftumständen gestorben sein. Tatsächlich wurde Oehler in Weimar am 5. Dezember 1945 inhaftiert und am 21. Februar 1946 gemeinsam mit Günther Lutz durch ein sowjetisches Militärtribunal wegen Kriegsverbrechen zum Tode verurteilt. Am 7. März 1946 wurden Oehler und Lutz durch Erschießen hingerichtet.